# Али Мухамед ел Ахвел
Али Мухамед ел Ахвел је био либијски племенски шеик и политичар.
Био је шеик племена Варфала (Орфела), највећег либијског племена. Налазио се на челу Извршног комитета Опште конференције либијских племена.
Након што су туниске власти објавиле да је Багдади Махмуди, секретар Општег народног комитета, притворен због незаконитог преласка државне границе, образован је нови привремени Општи народни комитет на челу са Алијем Мухамедом ел Ахвелом. Наводно је убијен 19. октобра 2011. од стране јединица прелазне власти по њиховом пробоју у Бани Валид. Смрт није потврђена.